# The Trooper
A The Trooper az Iron Maiden brit heavy metal együttes 1983-as Piece of Mind című albumának kislemezen megjelent dala. A nagylemezről másodikként kiadott dal az amerikai lemezbemutató turné indulása előtti napon került a boltokba, és a brit slágerlistán a 12. helyig jutott. 1990-ben a The First Ten Years box set részeként adták ki újra a kislemezt CD-n.

## 1983-as kislemez
A The Trooper az Iron Maiden klasszikus korszakának egyik emblematikus dala, mai napig állandó és kihagyhatatlan része az együttes koncertprogramjának. A dal a Krími háború részeként lezajlott 1854-es Balaklavai csatának, azon belül a brit könnyűlovasság rohamának állít emléket, akik Lord Cardigan vezetésével megrohamozták az orosz állásokat, hogy megszerezzék a cári seregek ágyúit. A könnyűlovasság közel fele odaveszett az orosz ágyútűzben, a többi visszavonult. A kislemez borítóján Eddie figuráját ezúttal katonaként ábrázolta Derek Riggs a csatamezőn, egyik kezében véres karddal, másikban a brit lobogóval, körülötte elesett orosz katonák, háttérben a halált megszemélyesítő kaszás árnyalak. A dalhoz készült videóklip koncertfelvételek és a Balaklavai csatát feldolgozó 1936-os The Charge of the Light Brigade című, Kertész Mihály rendezte Errol Flynn-film fekete-fehér filmkockáinak összevágásából áll.
A dal főbb zenei jellegzetességei a lódobogást hangját idéző gitárritmus, továbbá Adrian Smith és Dave Murray ikergitáros riffjei és gitárszólói. Az első szólót Adrian Smith, a másodikat Dave Murray játssza. Smith távollétében részeit a koncerteken Janick Gers játszotta.
1999-től a három gitáros felállás miatt az első szólót duettben játssza Smith és Gers.
A kislemez B-oldalára egy 1971-es Jethro Tull-dal a Cross-Eyed Mary feldolgozása került. Meglepetésre az Egyesült Államokban nem az A-oldalas The Trooper-t kezdték játszani a rádiók, hanem a Jethro Tull-feldolgozást. A siker hatására a kiadó szerette volna, ha az album következő kiadására a Cross-Eyed Mary is felkerül, de a zenekar ebbe nem egyezett bele.

### Számlista
1. The Trooper (Steve Harris) – 4:10
2. Cross-Eyed Mary  (Ian Anderson; Jethro Tull-feldolgozás) – 3:52

### Közreműködők
- Bruce Dickinson – ének
- Dave Murray – gitár
- Adrian Smith – gitár
- Steve Harris – basszusgitár
- Nicko McBrain – dobok

## 2005-ös kislemez
2005. augusztusában jelent meg az Iron Maiden Death on the Road című koncertalbuma, amelyet két évvel korábban Dortmundban rögzítettek. Felvezető kislemezként a The Trooper élő változatát adták ki különböző formátumokban és különböző B-oldalas dalokkal. A 7" kislemezre az Another Life, a 12" kislemezre a Murders in the Rue Morge, a multimédiás CD-változatra pedig a Prowler egy-egy élő változata került a 2005. júniusi izlandi koncertről. Utóbbi két lemezen a The Trooper 1983-as stúdiófelvétele is hallható. A multimédiás CD-re két videó került fel bónuszként: a The Trooper 2003-as dortmundi koncertvideója, valamint az eredeti 1983-as videóklip. Az élő változatban  az első gitárszólót Adrian Smith és Janick Gers duettben játssza, míg Dave Murray szólója improvizatív, csak az eleje hasonlít a stúdióverzióhoz.
A kislemez a brit slágerlistára is felkerült, ahol egészen az 5. helyig jutott.

### Számlista
7" kislemez
1. The Trooper (Live at Westfalenhalle, Dortmund, 2003) (Steve Harris) – 4:13
2. Another Life (Live at Egilshollin Arena, Reykjavik) (Harris) – 3:43

12" kislemez
1. The Trooper (Live at Westfalenhalle, Dortmund, 2003) (Harris) – 4:13
2. The Trooper (Original Album Version) (Harris) – 4:12
3. Murders in the Rue Morge (Live at Egilshollin Arena, Reykjavik) (Harris) – 3:33

Multimédiás CD-változat
1. The Trooper (Live at Westfalenhalle, Dortmund, 2003) (Harris) – 4:13
2. The Trooper (Original Album Version) (Harris) – 4:12
3. Prowler (Live at Egilshollin Arena, Reykjavik) (Harris) – 4:24
4. The Trooper [video] (Live at Westfalenhalle, Dortmund, 2003) (Harris) – 4:12
5. The Trooper [video] (Original Promo Video) (Harris) – 4:10

### Közreműködők
- Bruce Dickinson – ének
- Dave Murray – gitár
- Adrian Smith – gitár
- Janick Gers – gitár
- Steve Harris – basszusgitár
- Nicko McBrain – dobok

## The Trooperfeldolgozások
A The Trooper az egyik legismertebb heavy metal dal, amit több előadó is feldolgozott az évek során.
- A finn Sentenced doom/death metal zenekar az 1994-ben megjelent The Trooper című EP-n.
- A német Sodom thrash metal zenekar az 1994-ben megjelent Live in der Zeche Carl című koncertvideón.
- A svéd Lord Belial black metal zenekar az 1998-ban megjelent Made in Tribute feldolgozásalbumon.
- Az amerikai Vital Remains death metal zenekar az 1998-ban megjelent A Call to Irons feldolgozásalbumon.
- Az amerikai Holy Mother heavy metal zenekar a 2000-ben megjelent Slave to the Power feldolgozásalbumon.
- A német Rage heavy metal zenekar a 2002-ben megjelent A Tribute to the Beast feldolgozásalbumon.
- Az amerikai Alex Skolnick Trio jazz zenekar a 2004-ben megjelent Transformation című albumán.
- Az Ian "Lemmy" Kilmister (Motörhead) ének, Phil Campbell (Motörhead) gitár, Rocky George (Suicidal Tendencies, Cro-Mags) gitár, Chuck Wright (Quiet Riot, House of Lords) basszusgitár, Chris Slade (The Firm, AC/DC) dobok felállású alkalmi formáció a 2005-ben megjelent Numbers from the Beast feldolgozásalbumon.
- Az amerikai Coheed and Cambria progresszív rock együttes a 2008-ban megjelent Maiden Heaven feldolgozásalbumon.
- Az amerikai Stryper keresztény metal zenekar a 2011-ben megjelent The Covering című albumán.